# Wolfgang von Haffner
Wolfgang von Haffner, född 10 september 1810 i Valby, död 28 april 1887 i Köpenhamn, var en dansk politiker och militär. Han var kusin till den norske amiralen Wolfgang Wenzel Haffner.
Haffner var ursprungligen officer, övertog senare skötseln av godset Egholm och utnämndes 1871 till general. Han var en energisk försvarare av försvarssaken och skandinavismen. Haffner var 1866–1887 ledamot av landstinget, samt 1869–1870 inrikesminister och 1870–1872 samt 1875–1877 krigs- och marinminister. Som sådan lyckades han inte genomföra sin försvarsplan men behöll sin ledande ställning inom landstingets högerflygel.